# Startnummer

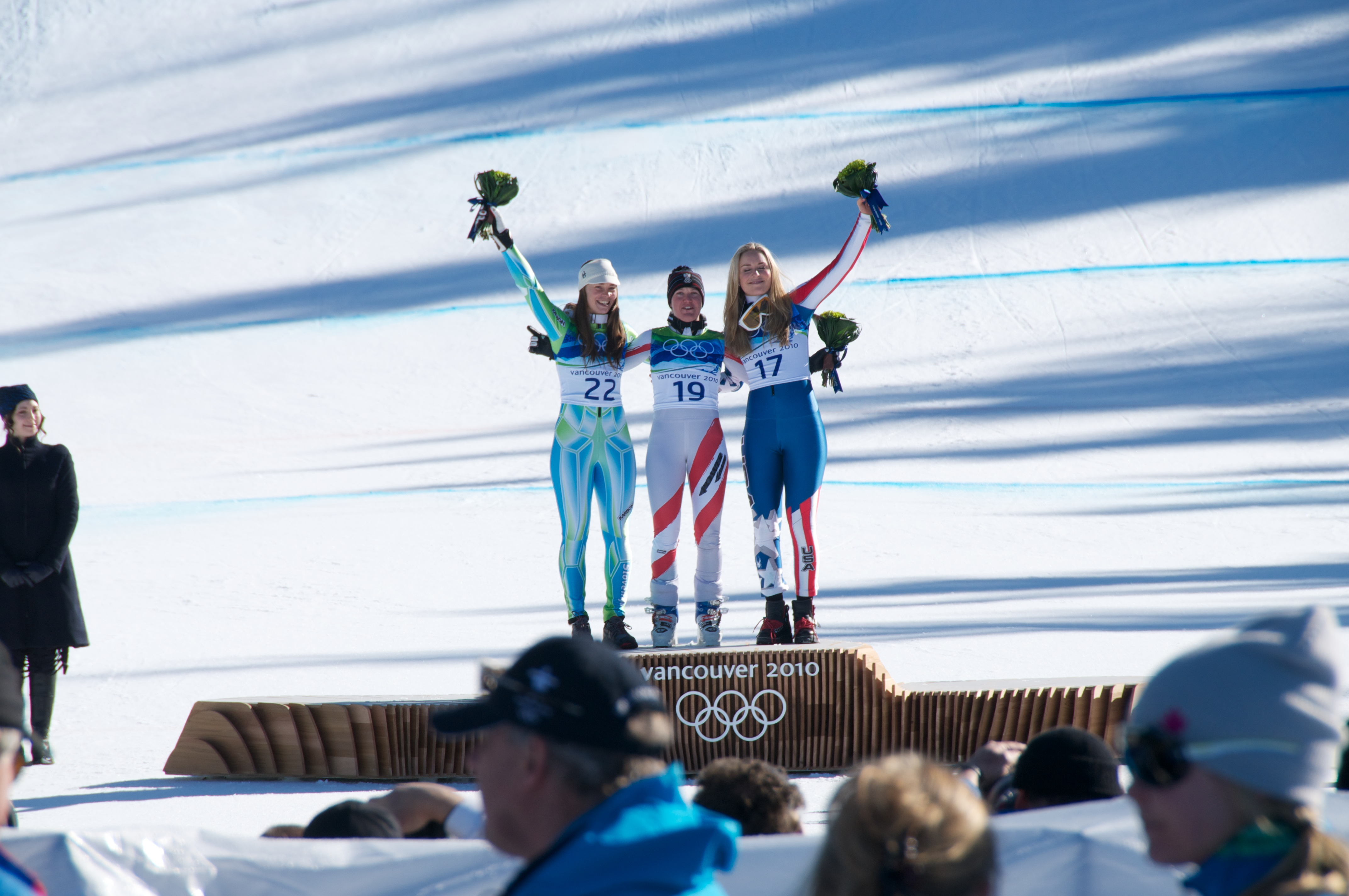
Startnummern als „Bib“ im alpinen Skisport

Eine Startnummer wird an die Teilnehmer eines Wettkampfes eindeutig vergeben. Bei Individualsportarten erhält jeder Teilnehmer eine, die auf dem Trikot angebracht oder übergezogen wird. Diese wird bei internationalen Veranstaltungen üblicherweise Bib (engl. für Lätzchen bzw. Leibchen im Sport) bezeichnet. Dadurch fällt die Identifizierung der einzelnen Teilnehmer durch Schiedsrichter, Kampfrichter oder Wertungsrichter sowie Zuschauer leichter. In den meisten Sportarten wird die Größe der Nummern fest vorgeschrieben. Im Gegensatz zu Rückennummern sind sie nicht nur innerhalb einer Mannschaft, sondern über das gesamte Teilnehmerfeld eindeutig vergeben.

## Sportarten

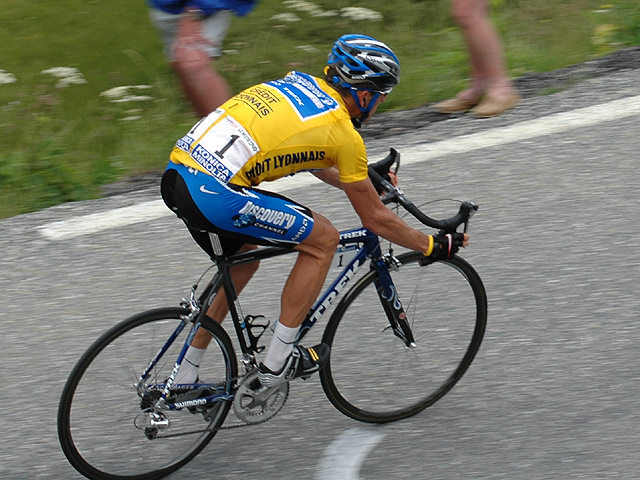
Lance Armstrong mit der Startnummer 1 auf seinem Trikot bei der Tour de France 2005

### Radsport
Radrennfahrer tragen ihre Startnummer, vor allem bei Straßenrennen, auf dem Rücken. Diese wird, meist rechts und links, auf die Rückentaschen des Radtrikots geklebt. Zusätzlich wird die Startnummer am Fahrradrahmen, meist am vorderen Teil des Oberrohres, angebracht. Die Nummer wird über Teamzugehörigkeit, interne Teamhierarchie und Vorjahresplatzierungen vom Rennveranstalter festgelegt.
Bei Etappenrennen wird als äußeres Kennzeichen einer Disqualifikation oder Aufgabe die Startnummer des Fahrers abgezogen und einbehalten. Bei einigen Rennen, wie der Tour de France, gibt es neben den speziellen Trikots für die bestplatzierten Fahrer auch spezielle Startnummern. So wird bei der Tour die „Rote Rückennummer“ an den kämpferischsten Fahrer des Vortags vergeben, und die Fahrer der insgesamt bestplatzierten Mannschaft tragen gelbe Startnummern.

### Motorsport

#### Automobil
Im Motorsport wird die Nummer deutlich an den Fahrzeugen angebracht. Im Normalfall ist die Nummer 1 dem Saisonmeister des Vorjahrs in der Rennserie vorbehalten. In den Jahren 1993 und 1994 trug Damon Hill die Nummer 0, da die amtierenden Weltmeister Nigel Mansell und Alain Prost jeweils am Ende der Saison 1992 und Saison 1993 zurückgetreten waren. In der Formel 1 erhält seit 2014 jeder Fahrer eine Karrierestartnummer, die er während aller bestrittenen Rennen behält. Aus Aberglaube wird die Startnummer 13 im Motorsport normalerweise nicht vergeben.

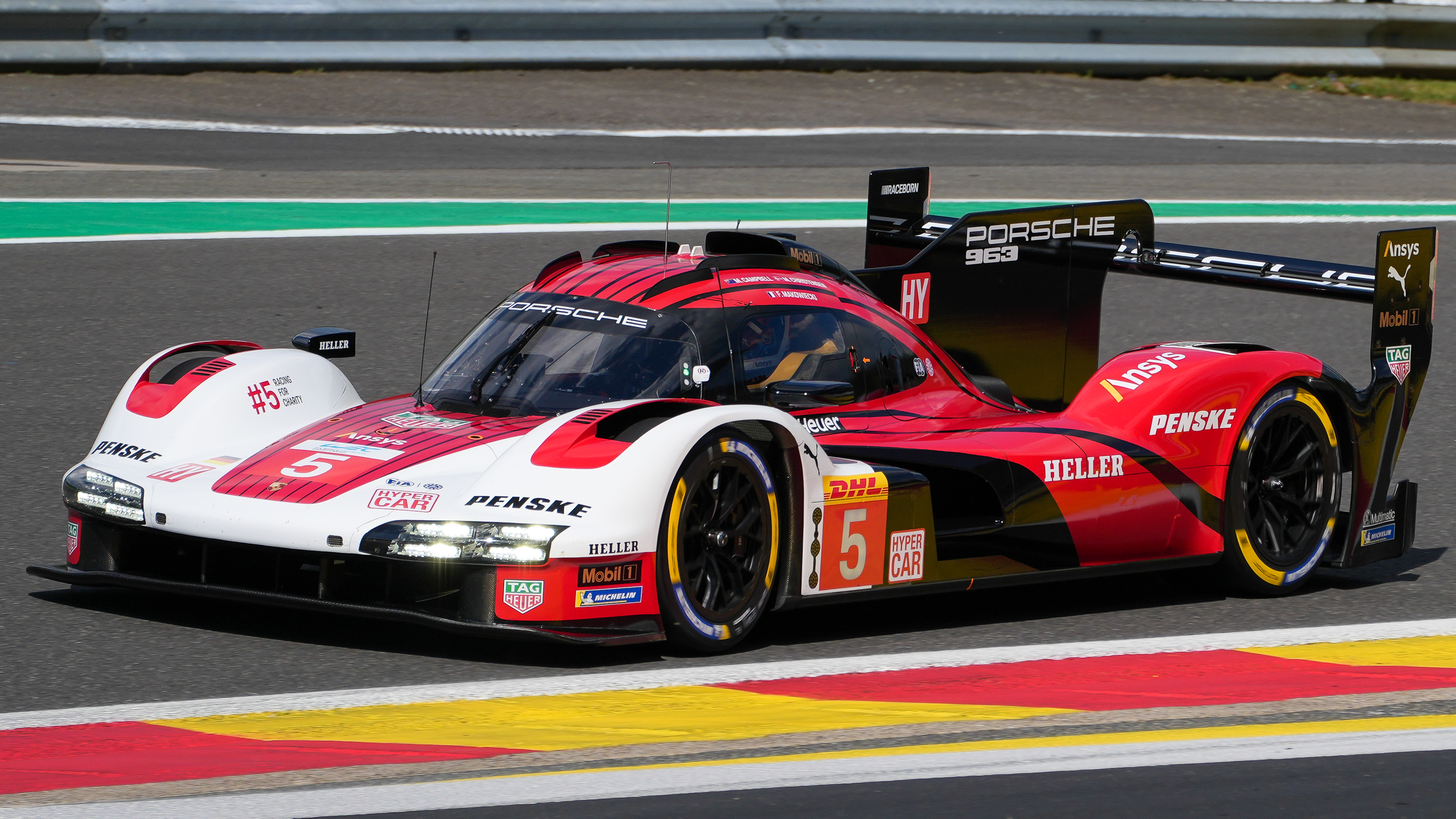
Porsche 963 mit Startnummer 5

Im Langstreckensport ist es üblich den Fahrzeugen und nicht den Fahrern bestimmte Nummern zuzuordnen. Da sich mehrere Fahrer einen Wagen teilen, ist es so für Fans und die Rennleitung einfacher die Fahrzeuge voneinander zu unterscheiden. In der offiziellen Zeitnahme wird als erstes immer die Nummer angegeben. Setzt ein Hersteller mehrere Wagen ein, erhalten die Wagen oft aufeinander folgende Zahlen. Beispielsweise setzte Porsche in der Langstrecken-Weltmeisterschaft die Fahrzeuge mit den Nummern 5 und 6 ein oder Ferrari verwendet die Nummern 50 und 51.

#### Motorradsport

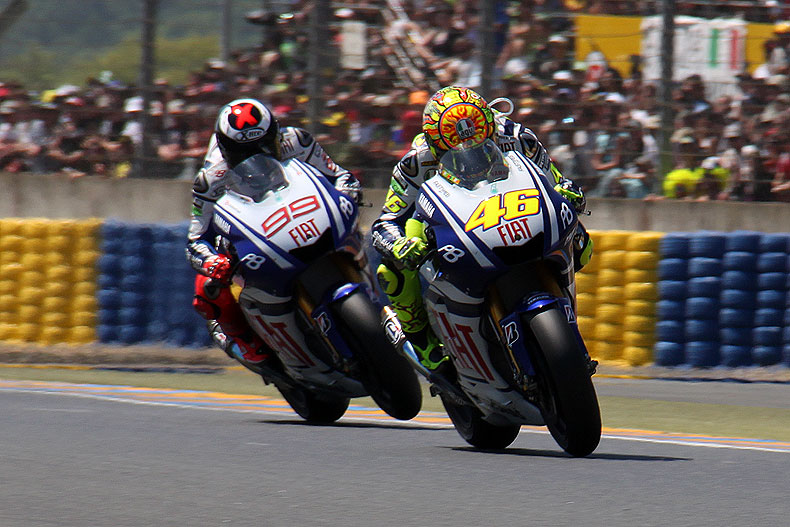
Valentino Rossi 46 vor Jorge Lorenzo 99

In der Motorrad-Weltmeisterschaft ist es üblich, dass die Fahrer ihre Nummer während ihrer Karriere beibehalten und als amtierender Weltmeister auf Wunsch auch die Nummer 1 bekommen können. Oftmals haben Fahrer ihre Karrierestartnummern bereits in den Juniorkategorien ausgewählt und nutzen diese, sofern dies möglich ist, ihre gesamte Karriere lang. Trägt die Nummer schon ein anderer Fahrer, muss sich der Fahrer der in die Klasse neu einsteigt, eine neue Nummer wählen. Die Nummer dient der Erkennung der Fahrer auf der Strecke und für die Offiziellen als Kennung für jeden Starter.
Die Nummern einiger sehr erfolgreicher Fahrer werden in der Motorrad-Weltmeisterschaft nicht mehr vergeben. Für alle drei Klassen Moto3, Moto2 und MotoGP sind dies die 34 das US-Amerikaners Kevin Schwantz und seit Mai 2022 die 46 von Valentino Rossi. Nur in der MotoGP sind außerdem die 74 des 2003 in Suzuka tödlich verunglückten Daijirō Katō, die 58 des 2011 in Sepang tödlich verunglückten Marco Simoncelli und die 69 des ebenfalls verstorbenen Nicky Hayden gesperrt. Ebenfalls gesperrt ist die Nummer 65 von Loris Capirossi.

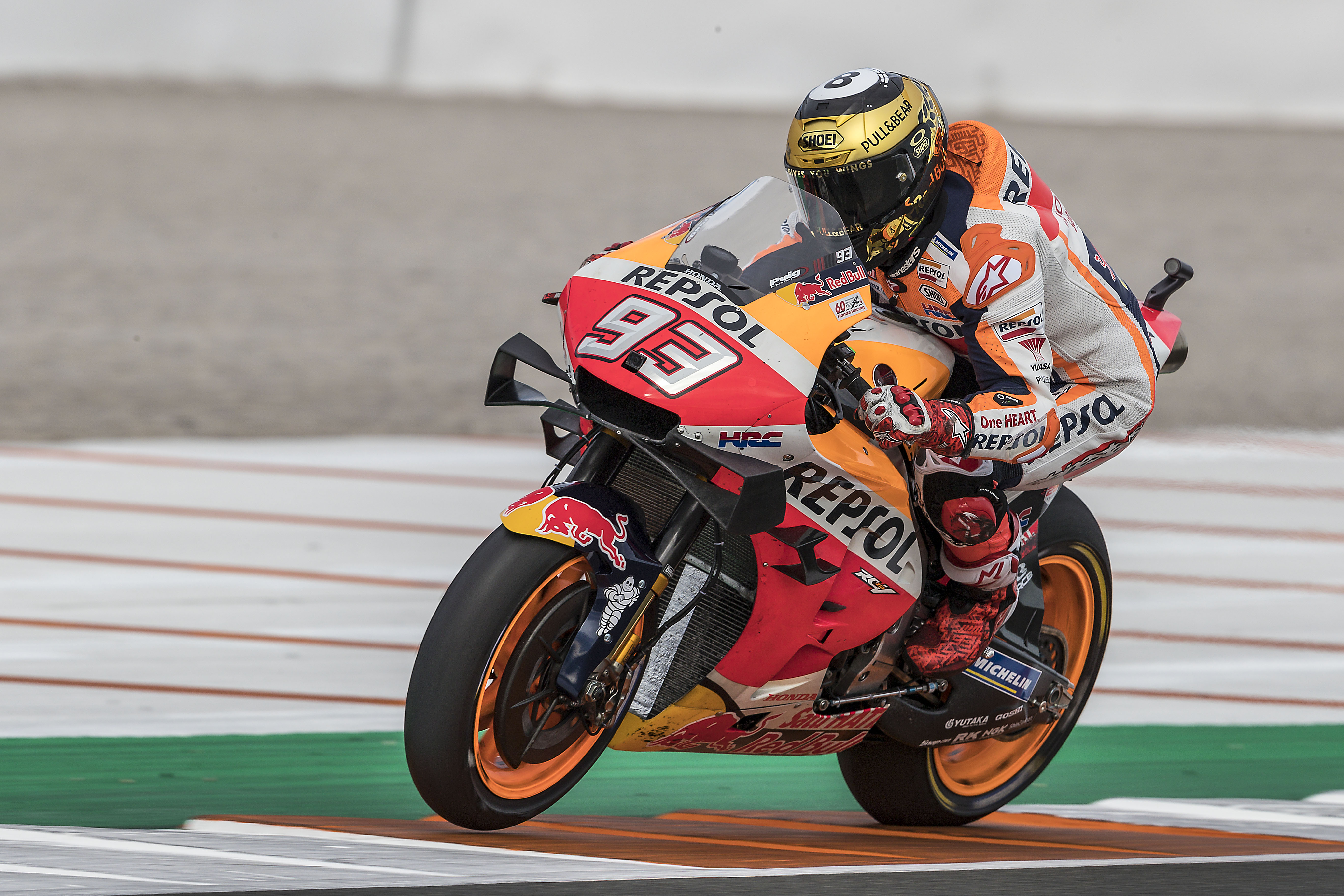
Marc Márquez 93

Legendär auch außerhalb des Motorradsports ist 46 des neunfachen Weltmeisters Valentino Rossi. Bereits sein Vater Graziano Rossi trug diese Nummer in der Motorrad-WM. Seine Heimatstadt Tavullia verhängte eine Geschwindigkeitsbegrenzung innerorts auf 46 km/h. Ebenfalls bekannt ist die Nummer 93 des achtfachen Weltmeisters Marc Márquez. Seine Nummer spiegelt sein Geburtsjahr (1993) wieder. Zusammen mit den Anfangsbuchstaben der Fahrer lassen sich Akronyme darstellen, die ebenfalls bei erfolgreichen Fahrern sehr bekannt sind und mit denen sich entsprechend, wie mit der Startnummer an sich, Merchandise betreiben lässt. Besonders erfolgreich und als erster Fahrer tat sich hier ebenfalls Valentino Rossi mit dem Kürzel VR46 hervor. Beispielsweise ist sein VR46 Racing Team in der MotoGP so benannt. Auch Marc Márquez ist mit seinem Kürzel MM93 durchaus erfolgreich.

### Tanzsport
Bei Paartänzen trägt nur der Herr eine Startnummer auf dem Rücken, die er für jedes Turnier neu erhält.

### Triathlon
Im Triathlon wird die Nummer an einem Startnummernband befestigt, weil die Nummer beim Radfahren hinten und beim Laufen vorne getragen werden muss. Auch das Fahrrad wird in der Regel mit einer Nummer gekennzeichnet.
Damit man den Sportler auch beim Schwimmen identifizieren kann, wird die Nummer teilweise auch auf der Wade oder dem Oberarm kenntlich gemacht. Meist wird auch die Badehaube mit der Nummer gekennzeichnet, da gerade beim Schwimmen mit Neopren-Anzug kaum sichtbare Haut frei bleibt. Hier werden auch oft unterschiedliche Farben eingesetzt, um verschiedene Klassen wie beispielsweise Profis und Amateure sichtbar zu machen.